# Trực Đạo
Trực Đạo là một xã thuộc huyện Trực Ninh, tỉnh Nam Định, Việt Nam.

Xã Trực Đạo có diện tích 6,14 km², dân số năm 1999 là 8312 người, mật độ dân số đạt 1354 người/km².
1. ↑  1108/1952/TC-QN
2. 1 2 3  "Mã số đơn vị hành chính Việt Nam". Bộ Thông tin & Truyền thông. Bản gốc lưu trữ ngày 24 tháng 3 năm 2013. Truy cập ngày 10 tháng 4 năm 2012.
3. ↑  Tổng cục Thống kê

## Vị trí địa lý
Phía Bắc giáp xã Nam Lợi (huyện Nam Trực), Phía Nam giáp sông Ninh Cơ huyện Hải Hậu, phía Đông giáp Thị trấn Cát Thành, Trực Tuấn phía Tây Giáp xã Trực Thanh. Vị trí địa lý Trực Đạo nằm trung tâm của huyện Trực Ninh